# Saint-Eusèbe (Haute-Savoie)
Pour les articles homonymes, voir Saint-Eusèbe.
Saint-Eusèbe est une commune française située dans le département de la Haute-Savoie, en région Auvergne-Rhône-Alpes. Elle fait partie du pays de l'Albanais et du canton de Rumilly.

## Urbanisme

### Typologie
Au 1er janvier 2024, Saint-Eusèbe est catégorisée commune rurale à habitat dispersé, selon la nouvelle grille communale de densité à sept niveaux définie par l'Insee en 2022.
Elle est située hors unité urbaine. Par ailleurs la commune fait partie de l'aire d'attraction d'Annecy, dont elle est une commune de la couronne,. Cette aire, qui regroupe 79 communes, est catégorisée dans les aires de 200 000 à moins de 700 000 habitants,.

### Occupation des sols
L'occupation des sols de la commune, telle qu'elle ressort de la base de données européenne d’occupation biophysique des sols Corine Land Cover (CLC), est marquée par l'importance des territoires agricoles (77,4 % en 2018), en diminution par rapport à 1990 (79 %). La répartition détaillée en 2018 est la suivante : 
terres arables (43,9 %), zones agricoles hétérogènes (24,7 %), forêts (18,9 %), prairies (8,9 %), zones urbanisées (3,7 %).
L'IGN met par ailleurs à disposition un outil en ligne permettant de comparer l’évolution dans le temps de l’occupation des sols de la commune (ou de territoires à des échelles différentes). Plusieurs époques sont accessibles sous forme de cartes ou photos aériennes : la carte de Cassini (XVIIIe siècle), la carte d'état-major (1820-1866) et la période actuelle (1950 à aujourd'hui).

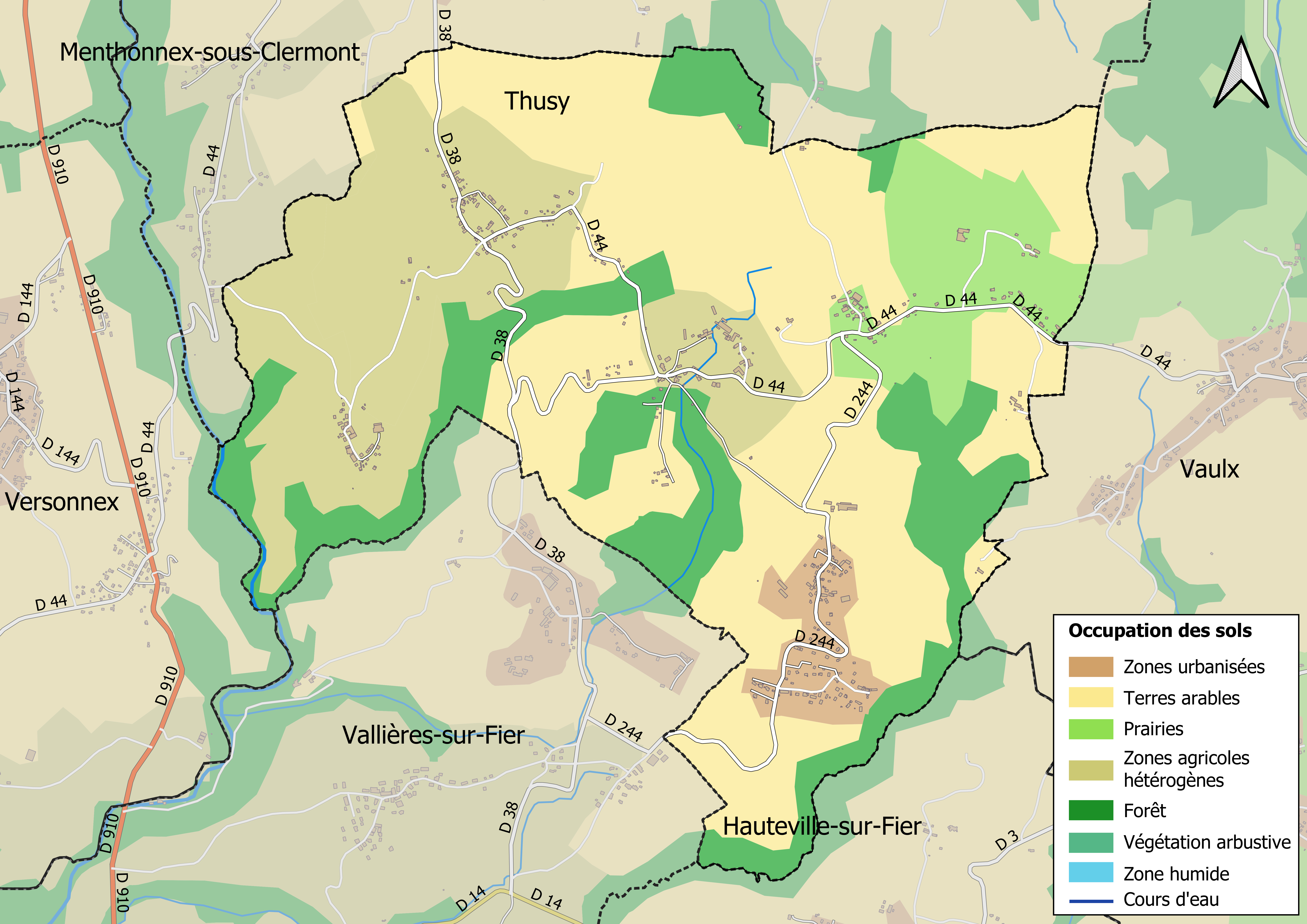
Carte des infrastructures et de l'occupation des sols en 2018 (CLC) de la commune.
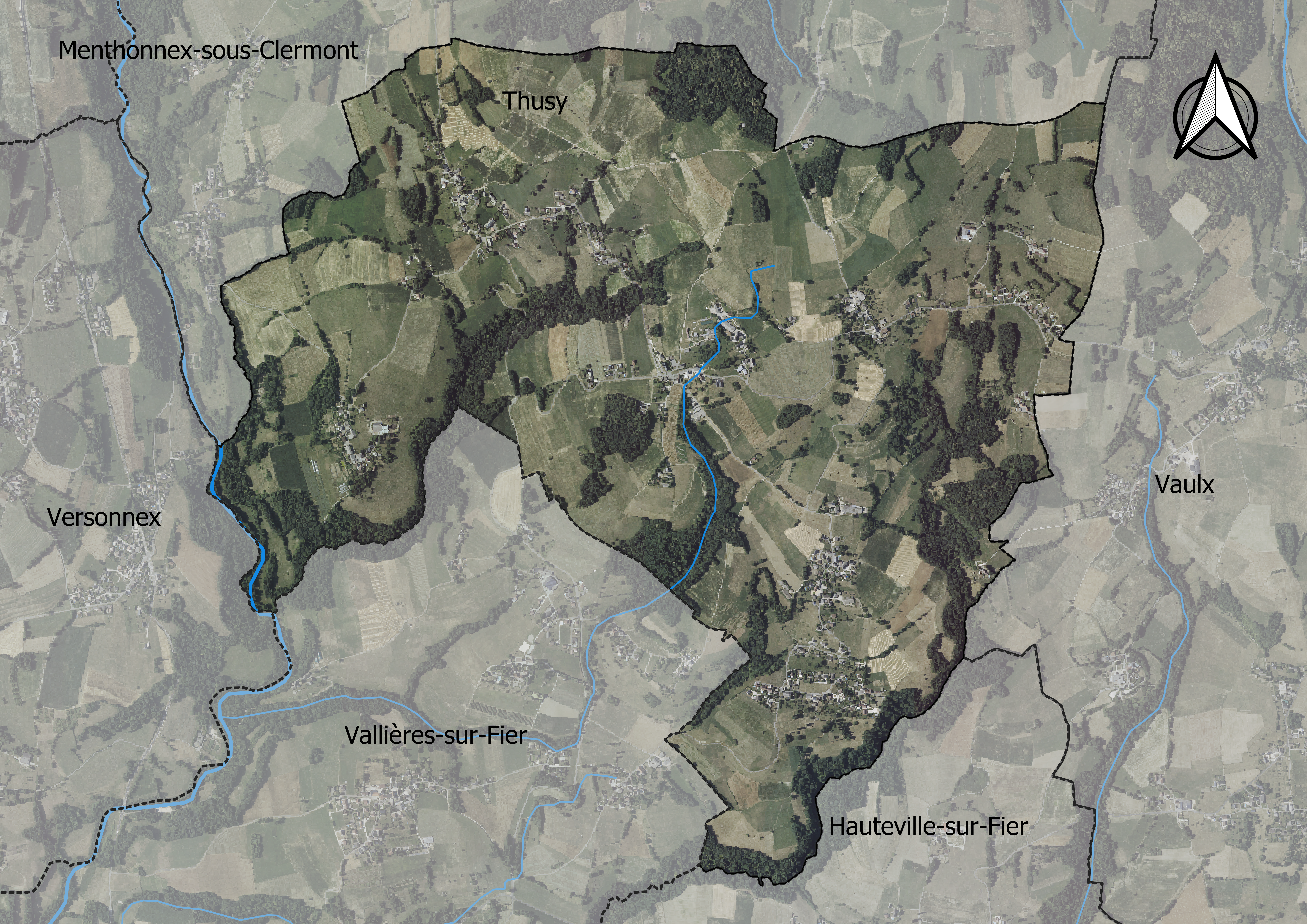
Carte orthophotogrammétrique de la commune.

## Toponymie
En francoprovençal, le nom de la commune s'écrit Sant-Rozho (graphie de Conflans) ou Sant-Erojo (ORB).

## Histoire
Au Moyen Âge, siège de seigneurie. Au XVe siècle, le seigneur de Saint-Eusèbe possède une grange se composant de quatre membres,.

## Politique et administration
| Période                                  | Période  | Identité                | Étiquette | Qualité |
| ---------------------------------------- | -------- | ----------------------- | --------- | ------- |
| 2001                                     | 2008     | Marcel Morel            | ...       | ...     |
| 2008                                     | En cours | Jean-François Perissoud | ...       | ...     |
| Les données manquantes sont à compléter. |          |                         |           |         |

Elle fait partie de la communauté de communes Rumilly Terre de Savoie.

## Démographie
L'évolution du nombre d'habitants est connue à travers les recensements de la population effectués dans la commune depuis 1793. Pour les communes de moins de 10 000 habitants, une enquête de recensement portant sur toute la population est réalisée tous les cinq ans, les populations de référence des années intermédiaires étant quant à elles estimées par interpolation ou extrapolation. Pour la commune, le premier recensement exhaustif entrant dans le cadre du nouveau dispositif a été réalisé en 2004.

En 2022, la commune comptait 643 habitants, en évolution de +22,71 % par rapport à 2016 (Haute-Savoie : +6,01 %, France hors Mayotte : +2,11 %).
| 1793 | 1800 | 1806 | 1822 | 1838 | 1848 | 1858 | 1861 | 1866 |
| ---- | ---- | ---- | ---- | ---- | ---- | ---- | ---- | ---- |
| 336  | 348  | 384  | 509  | 644  | 666  | 640  | 622  | 664  |

| 1872 | 1876 | 1881 | 1886 | 1891 | 1896 | 1901 | 1906 | 1911 |
| ---- | ---- | ---- | ---- | ---- | ---- | ---- | ---- | ---- |
| 602  | 648  | 556  | 562  | 551  | 545  | 513  | 520  | 481  |

| 1921 | 1926 | 1931 | 1936 | 1946 | 1954 | 1962 | 1968 | 1975 |
| ---- | ---- | ---- | ---- | ---- | ---- | ---- | ---- | ---- |
| 473  | 449  | 361  | 338  | 331  | 312  | 296  | 257  | 255  |

| 1982 | 1990 | 1999 | 2004 | 2006 | 2009 | 2014 | 2019 | 2022 |
| ---- | ---- | ---- | ---- | ---- | ---- | ---- | ---- | ---- |
| 287  | 298  | 361  | 424  | 433  | 443  | 508  | 594  | 643  |

## Patrimoine et culture

### Lieux et monuments
- Église dédiée au martyr Eusèbe (ou Horoge), édifiée en 1857, grâce au soutien de Barthélemy Galiffe.